# L'Orchestre (Staël)
Pour les articles homonymes, voir Orchestre (homonymie).
L'Orchestre est une huile sur toile de Nicolas de Staël réalisée en 1953, à Paris.  Elle appartient à la période  « d'inspiration musicale » de l'artiste qui produit sur ce thème deux versions d'un autre tableau. La première version (162 × 114 cm) est Les Musiciens, souvenir de Sidney Bechet, la deuxième, de format équivalent, est intitulée à The Phillips Collection :  Les Musiciens (street musiciens).

## Contexte
Pierre Boulez directeur musical de la Compagnie Renaud-Barrault, avait le projet de fonder le Domaine musical  où se retrouveraient les musiciens. Ce projet se réalise grâce au soutien de Suzanne Tézenas qui prend le relais de Madeleine Renaud et Jean-Louis Barrault lorsque le domaine musical s'installe au Théâtre Marigny en 1953. C'est là que Nicolas de Staël assiste pour la première fois à des concerts qui l'enthousiasment au point que la musique contemporaine devient pour lui une passion. Il peut rouler des heures en voiture en écoutant Stravinsky, Messiaen,Boulez.

## Description
Cette grande toile est décrite par Arno Mansar comme « une dominante de blancs, de gris bleutés, certains très doux éclairés de bleus, d'autres plus sombres, tous légers. »
Daniel Dobbels y voit « un lieu d'échange où chaque musicien travaille à créer un paysage (…) donnant corps aux vibrations des noir et des verts (…). »
Outre la silhouette solitaire du chef d'orchestre, on distingue la forme des musiciens définie par des têtes carrées et régulières. L'Orchestre est un lieu dérivé, perdu à la perspective, une chambre aux plafonds vides, aux murs obliques, qui n'est ni une fenêtre, ni une scène, mais une chambre d'échos à ciel ouvert.